# Göran Sterky
Göran Carl Gustaf Sterky, född 10 april 1930 i Matteus församling i Stockholm, är en svensk läkare och professor emeritus i pediatrik vid Karolinska Institutet i Solna; han är son till Håkan Sterky.